# Stormo Notturno
Lo Stormo Notturno era a un'unità dell'Aeronautica Cobelligerante Italiana, costituita il 7 luglio del 1944 come 2º Stormo B.T. e inquadrata all'interno del Raggruppamento Bombardamento e Trasporto. Ebbe la nuova designazione ufficiale il 25 luglio 1944.
Il reparto venne impiegato prevalentemente in azioni di trasporto e rifornimento nei cieli dei Balcani nelle fasi finali della seconda guerra mondiale.

## Storia

### Seconda guerra mondiale
In seguito al proclama Badoglio dell'8 settembre 1943, il quale annunciava l'armistizio di Cassibile, i reparti della Regia Aeronautica che avendo scelto di proseguire la guerra sotto le insegne del Regno del Sud avrebbero dato vita allo Stormo Notturno furono inquadrati, in una prima riorganizzazione della forza aerea datata al 15 ottobre dello stesso anno, in due Gruppi Autonomi: rispettivamente il 1º (equipaggiato con velivoli Savoia-Marchetti S.M.75, S.M.82 ed S.M.84) e l'88º (fornito di CANT Z.1007).
Nei giorni immediatamente successivi all'8 settembre 1943 i CANT Z.1007 appartenenti al Raggruppamento Bombardamento vennero concentrati presso la base di Alghero e già il giorno 11 trenta di questi velivoli si unirono agli otto già appartenenti alla 265ª Squadriglia dell'88º Gruppo Autonomo. In quei giorni vennero effettuate missioni di bombardamento ai danni di navi della flotta tedesca operanti tra la Sardegna e la Corsica.
La situazione, in rapida evoluzione, vide gli stessi velivoli trasferiti all'Aeroporto di Decimomannu che, il giorno 20 settembre, venne preso di mira dai Messerschmitt Bf 109 del III/JG 77 della Luftwaffe in seguito al bombardamento di Porto Vecchio del giorno precedente.
Dalle fonti reperite il resoconto dell'attività svolta dagli S.M.82 è meno dettagliato e, sebbene vengano indicate azioni nei cieli del territorio italiano occupato dai tedeschi, non vengono indicati obbiettivi e risultati; è noto però che il 15 ottobre 1943 venne costituito il 1º Gruppo Trasporto presso l'aeroporto di Lecce-Galatina: il reparto risultava formato da 14 velivoli provenienti dalla Sardegna e da altre basi della Puglia, cui si aggiunsero altri quindici aerei provenienti da reparti operanti nell'Italia Settentrionale.
I CANT Z.1007 rimasero in Sardegna fino al dicembre del 1943, operando prevalentemente in veste di ricognitori a protezione del naviglio alleato e partecipando, in caso di necessità, alle ricerche di equipaggi di velivoli abbattuti in battaglia.
Nel mese di dicembre del 1943 i CANT Z.1007 vennero trasferiti, a loro volta, presso la base di Lecce-Galatina dove diedero vita all'88º Gruppo Trasporti: all'epoca si contavano 25 velivoli delle serie bis e ter. Per il lancio di materiali con il paracadute vennero approntati speciali contenitori che venivano agganciati sotto le ali del velivolo (si arrivò a predisporre attacchi per ospitare fino a quattro contenitori per semiala).
Le attività di lancio, indirizzate come già detto sia in favore delle truppe italiane che di quelle jugoslave, interessarono le aree di Kolašin, Zanugline, Mojkovac, Negobuda e Šavnik, mentre nel febbraio del 1944 gli S.M.82 del 1º Gruppo Trasporto contribuirono al rimpatrio di 1500 sopravvissuti della Divisione Partigiana "Garibaldi". Nel corso dell'anno i velivoli poterono cominciare a effettuare i primi atterraggi nelle basi jugoslave, tra le quali viene citata quella sull'isola di Lissa.
L'attività costò diverse perdite ai reparti sia a causa del fuoco della armi contraereee sia a causa della caccia nemiche; ancora una volta il pericolo nel cielo veniva dai Bf 109 del JG 27.

#### La costituzione

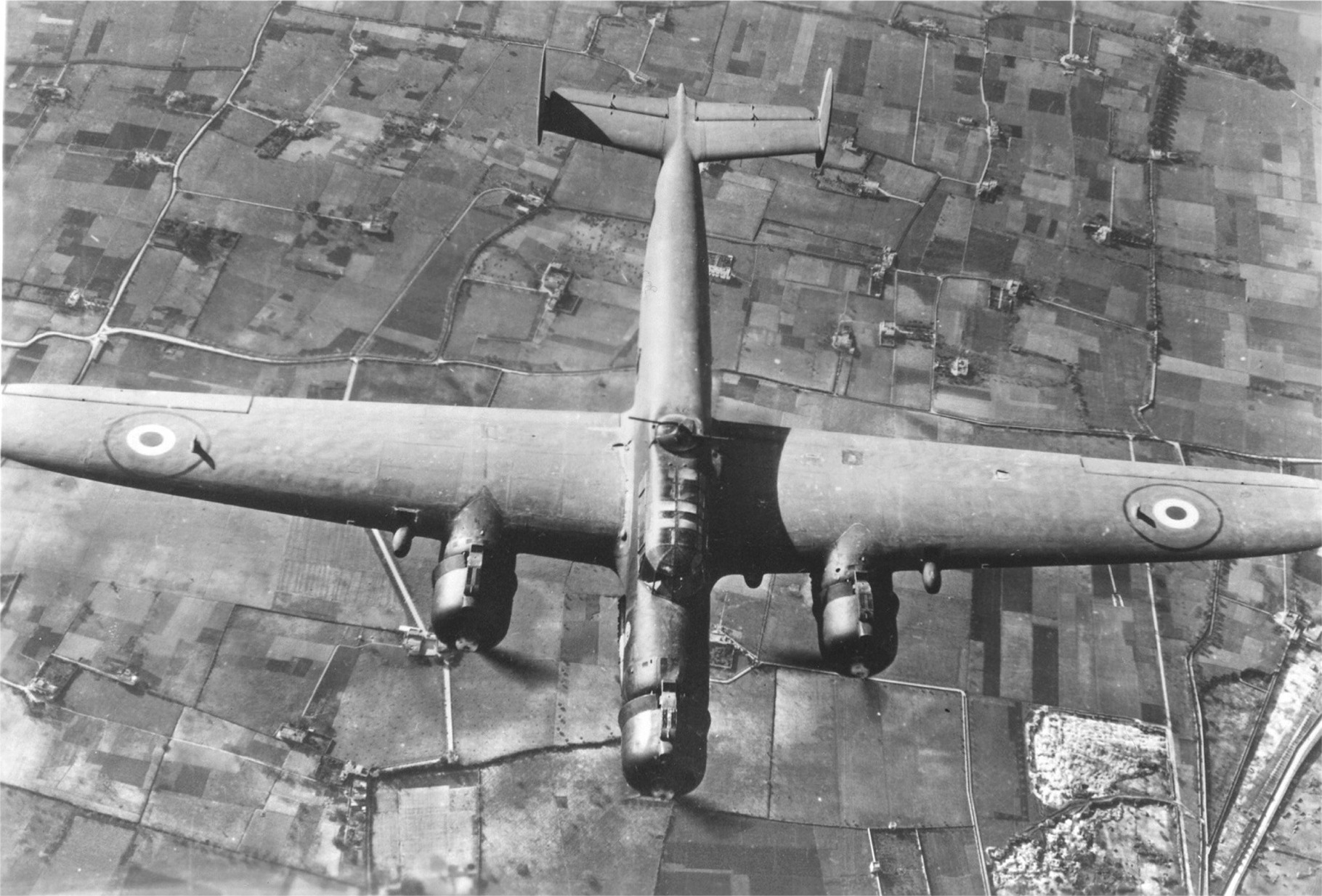
Un CANT Z.1007 bis dell'88º gruppo ICBAF. Notare sulle ali le coccarde a cerchi concentrici che, dopo l'armistizio, sostituirono il triplo fascio nel simbolo della Regia Aeronautica.

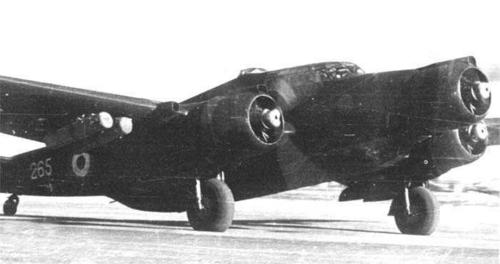
Uno Z.1007 della 265ª Squadriglia dell'88º Gruppo in decollo da Lecce per una missione, nel 1944. Notare, sotto l'ala destra, due contenitori di rifornimenti destinati a essere lanciati sui Balcani in favore di truppe regolari o partigiane in lotta contro i nazifascisti.

La costituzione ufficiale del 2º Stormo B.T. avvenne il 7 luglio 1944; il reparto dipendeva dal Raggruppamento Bombardamento e Trasporti dell'Aeronautica Cobelligerante Italiana mentre operativamente faceva capo al 254º Wing della Balkan Air Force. All'epoca il I Gruppo (1ª Squadriglia e 3ª Squadriglia) utilizzava esclusivamente gli S.M.82, mentre l'88º manteneva in servizio gli ottimi bombardieri trimotori CANT. Z.1007 bis e ter. La base operativa era l'aeroporto di Lecce-Galatina.
Ufficialmente la designazione di Stormo Notturno venne assegnata solo qualche giorno dopo la costituzione del reparto, esattamente il giorno 25 di quello stesso mese di luglio.
Tra le sue file vi era anche il Maggiore Corrado Ricci.
Con la considerevole riduzione delle attività da parte della Luftwaffe, che dal gennaio del 1945 praticamente abbandonò i cieli della Jugoslavia, l'attività di lancio divenne meno impegnativa e poté essere ridotta grazie alla maggior possibilità di fare arrivare via mare i rifornimenti alle truppe.
Allo Stormo Notturno furono prevalentemente assegnate missioni di trasporto e aviolancio di rifornimenti (materiali bellici, ma anche viveri o vestiario e medicinali) in favore della Divisione partigiana "Garibaldi" impegnata nei Balcani e dei reparti partigiani jugoslavi. Il reparto effettuò anche una considerevole attività di trasporto di materiali, anche per conto degli alleati, collegando le diverse basi poste sia sul territorio italiano che su quello del Nordafrica.
L'ultimo lancio da parte dei CANT Z.1007 dell'88º Gruppo ebbe luogo il 26 aprile.
Al 2 maggio 1945 il Notturno era organizzato come segue:
- 1º Gruppo (Lecce)
  - 1ª Squadriglia (Savoia-Marchetti S.M.82)
  - 3ª Squadriglia (S.M.82)
- 88º Gruppo (Lecce)
  - 190ª Squadriglia (CANT Z.1007 bis)
  - 265ª Squadriglia (CANT Z.1007 ter)

Nel complesso lo Stormo Notturno effettuò ventiquattro operazioni belliche (sganciando 5 700 chilogrammi di bombe) e 1 654 voli di trasporto sul territorio nemico per poco meno di 5 800 ore di volo di guerra. Complessivamente i velivoli dello Stormo riuscirono ad abbattere quattro aerei nemici mentre le perdite ammontarono a diciassette velivoli (di cui undici per incidenti); i membri degli equipaggi caduti in azione furono cinquantanove.

### Dopoguerra
Nel dopoguerra l'attività di trasporto sul territorio nazionale divenne il principale compito svolto dallo Stormo Notturno e venne sfruttata per l'addestramento dei nuovi equipaggi. Il 17 ottobre del 1945 lo Stormo fu trasferito da Lecce all'aeroporto di Guidonia, mantenendo inalterata la propria destinazione operativa alla quale, nel corso dei due anni successivi, venne affiancata quella di addestramento dei paracadutisti.
Il 1º gennaio 1948, con lo scioglimento del Raggruppamento Bombardamento e Trasporti, il Notturno venne inquadrato nel Raggruppamento Misto che, a sua volta, venne sciolto il 10 ottobre di quello stesso anno.
Il successivo 1º novembre lo Stormo Notturno assunse la nuova denominazione di "36º Stormo, Specialità Trasporti".

## Comandanti
Segue l'elenco completo dei comandanti dello Stormo:
| Grado                     | Nome               | Da            | A              |
| ------------------------- | ------------------ | ------------- | -------------- |
| Maggiore Pilota           | Nicola Fattibene   | luglio 1944   | settembre 1944 |
| Tenente Colonnello Pilota | Ugo Vincenzi       | novembre 1944 | marzo 1945     |
| Tenente Colonnello Pilota | Giuseppe Colavolpe | marzo 1945    | maggio 1946    |
| Tenente Colonnello Pilota | Ercole Savi        | maggio 1946   | ottobre 1947   |
| Colonnello Pilota         | Amedeo Micciani    | ottobre 1947  | novembre 1948  |